# Европейская ночь рукокрылых
Европейская ночь рукокрылых — популярное ежегодное событие, целью которого является привлечение внимание населения к вымирающим популяциям рукокрылых в Европе. Оно организуется местными организациями по защите окружающей среды и привлекает большое количество заинтересованных в экологии людей и семей с детьми. В зависимости от местных организаторов, в рамках Ночи проводятся различные мероприятия-выставки, презентации, мастерские по строительству домиков для рукокрылых, а также экскурсии по местам проживания рукокрылых в ночное время.

## История
Первые европейские ночи рукокрылых были организованы в 1990-х в Польше и Франции. Начиная с 1997 года Ночь рукокрылых организуется в рамках Соглашения по сохранению популяций рукокрылых в Европе (UNEP/EUROBATS). Сейчас это мероприятие проводится во многих городах и регионах в более чем 30 странах Европы. Традиционно ночь проводится в последние выходные августа, но точный выбор даты остаётся за организаторами.

## Цель мероприятия
Рукокрылые часто размножаются и зимуют в домах, церквях и других используемых людьми зданиях, поэтому усилия по их сохранению требуют активного индивидуального вмешательства. Европейская Ночь Рукокрылых старается разрушить барьеры, стоящие между людьми и рукокрылыми и распространяет информацию о жизни и нуждах этих животных.

## Также по теме
- Рукокрылые
- Соглашение по сохранению популяций рукокрылых в Европе (UNEP/EUROBATS)